# Nguyễn Viết Thanh
Nguyễn Viết Thanh (1931-1970) nguyên là Thiếu tướng Bộ binh của Quân lực Việt Nam Cộng hòa. Ông xuất thân từ những khóa đầu tại trường Võ bị Liên quân do Quốc gia Việt Nam mở ra ở Cao nguyên Trung phần Việt Nam. Thời gian tại ngũ, ông bắt đầu từ chức vụ Trung đội trưởng và theo hệ thống chỉ huy cao dần, ông đã lên đến chỉ huy cấp Quân đoàn. Ông là một chỉ huy tài năng, đức độ, được binh sĩ thuộc cấp quý mến và kính phục. Ông cũng là một trong 4 tướng lĩnh của Việt Nam Cộng hòa được đánh giá tài giỏi, thanh liêm và trong sạch. Được giới quân nhân đương thời truyền tụng: Nhất Thắng, Nhì Chinh, Tam Thanh, Tứ Trưởng. Năm 1970, đương nhiệm Tư lệnh Quân đoàn IV và Quân khu 4, ông bị tử nạn trực thăng trong khi đang trực tiếp chỉ huy tại chiến trường, được truy thăng Trung tướng.

## Tiểu sử & Binh nghiệp
Ông sinh ngày 30 tháng 3 năm 1931 trong một gia đình khá giả tại Tân An, Long An, miền Đông Nam phần Việt Nam. Thân phụ là một Công chức chính ngạch của Chính quyền Thuộc địa Pháp. Do gia đình có điều kiện kinh tế tốt nên từ nhỏ ông đã được học ở các trường danh tiếng và chuyên về chương trình giáo khoa của Pháp. Ông là học sinh của trường La San Taberd và Lycée Chasseloup Laubat, Sài Gòn. Năm 1950, ông tốt nghiệp Trung học Phổ thông với văn bằng Tú tài toàn phần (Part II).

### Quân đội Quốc gia Việt Nam
Cuối tháng 3 năm 1951, thi hành lệnh động viên, ông nhập ngũ vào Quân đội Quốc gia, mang số quân: 51/121.318. Theo học khóa 4 Lý Thường Kiệt tại trường Võ Bị Liên Quân Đà Lạt, khai giảng ngày 1 tháng 4 năm 1951. Ngày 1 tháng 12 cùng năm mãn khóa tốt nghiệp với cấp bậc Thiếu úy hiện dịch. Ra trường, ông được giữ chức vụ Trung đội trưởng Trung đội 12 thuộc Đại đội 51 của Tiểu đoàn 15 Việt Nam đồn trú tại Rạch Giá. Cuối năm 1952, ông được cử làm Đại đội trưởng Đại đội 51, Tiểu đoàn 15. Tháng 6 năm 1953, ông được thăng cấp Trung úy tại nhiệm. Tháng 12 cuối năm, ông chuyển đi giữ chức vụ Tiểu đoàn trưởng Tiểu đoàn 707 địa phương. Đầu năm 1955, ông được thăng cấp Đại úy tại nhiệm. Tháng 4 cùng năm, ông được cử theo học khoa Trung đoàn trưởng tại Trung tâm Nghiên cứu Quân sự tại Sài Gòn.

### Quân đội Việt Nam Cộng hòa
Cuối năm 1955, sau khi Thủ tướng Diệm đổi tên Quân đội Quốc gia thành Quân đội Việt Nam Cộng hòa, ông mãn khóa học, chuyển biên chế sang cơ cấu quân đội mới. Đầu năm 1956, chuyển công tác sang lãnh vực Quân huấn, ông được giữ chức vụ Tham mưu trưởng trường Võ bị Liên quân Đà Lạt. Giữa năm, ông được cử đi du học khóa Bộ binh cao cấp tại trường Võ bị Lục quân Fort Benning, hạt Columbus, tiểu bang Georgia, Hoa Kỳ. Đầu năm 1957 mãn khóa học về nước, ông được chuyển về Liên trường Võ khoa Thủ Đức giữ chức vụ Liên đoàn trưởng Liên đoàn khóa sinh khóa 6 Cộng Hòa sĩ quan trừ bị.
Ngày Quốc khánh Đệ nhất Cộng hòa 26 tháng 10 năm 1959, ông được thăng cấp Thiếu tá tại nhiệm. Đầu năm 1960, chuyển về Trung ương, ông đảm trách chức vụ Chánh Sự Vụ Sở Kế Hoạch Tổng Nha Bảo An. Tháng 2 năm 1961, chuyển sang lãnh vực Hành chính Quân sự, ông được bổ nhiệm chức vụ Tỉnh trưởng tỉnh Long An thay thế Thiếu tá Mai Ngọc Dược.
Giữa năm 1962, bàn giao chức vụ Tỉnh trưởng Long An lại cho Thiếu tá Nguyễn Văn Xinh, chuyển ra đơn vị Bộ binh ông được cử giữ chức vụ Trung đoàn trưởng Trung đoàn 12, Sư đoàn 7 Bộ binh thay thế Thiếu tá Nguyễn Văn Xuân
Cuối năm 1963, sau cuộc đảo chính Tổng thống Ngô Đình Diệm, ngày 20 tháng 12 ông lại chuyển sang lãnh vực hành chính và được bổ nhiệm làm Tỉnh trưởng tỉnh Gò Công vừa được tái lập. Tháng 2 năm 1964, sau Cuộc Chỉnh lý nội bộ (30/1/1964) do tướng Nguyễn Khánh cầm đầu, hạ bệ các tướng lãnh đạo trong Hội đồng Quân nhân Cách mạng để lên cầm quyền. Nhân dịp này ông được thăng cấp Trung tá tại nhiệm.
Tháng 4 năm 1965, ông được lệnh bàn giao tỉnh Gò Công lại cho Thiếu tá Trần Thanh Xuân. Giữa năm ông được thăng cấp Đại tá tại nhiệm. Tháng 10 cùng năm, trở lại đơn vị Bộ binh ông được bổ nhiệm chức vụ Tư lệnh Sư đoàn 7 bộ binh thay thế Thiếu tướng Nguyễn Bảo Trị. Ngày Quân lực 19 tháng 6 năm 1966, ông được thăng cấp Chuẩn tướng tại nhiệm. Tháng 10, ông được cử làm Trưởng đoàn cùng với Chuẩn tướng Phạm Quốc Thuần (Tư lệnh Sư đoàn 5 Bộ binh) hướng dẫn phái đoàn du hành thăm viếng Đài Loan.
Ngày Quân lực 19 tháng 6 năm 1968, ông được thăng cấp Thiếu tướng tại nhiệm. Cuối tháng 6 bàn giao Sư đoàn 7 Bộ binh lại cho Chuẩn tướng Nguyễn Thanh Hoàng. Đầu tháng 7, ông được bổ nhiệm chức vụ Tư lệnh Quân đoàn IV và Vùng 4 chiến thuật thay thế Trung tướng Nguyễn Đức Thắng.

## Tử nạn
Ngày 2 tháng 5 năm 1970, trong khi đang bay trực thăng thị sát mặt trận trên không phận hai tỉnh Kiến Phong và Kiến Tường cùng với viên Đại tá Cố vấn Hoa Kỳ, chiếc trực thăng bị sự cố kỹ thuật rớt xuống đất khiến cả phi hành đoàn không còn ai sống sót, ông tử nạn khi mới hưởng dương 39 tuổi.
Ngày 3 tháng 5, Tổng thống Nguyễn Văn Thiệu cùng phu nhân đến viếng linh cữu ông tại Cần Thơ. Đồng thời truy thăng cho ông cấp bậc Trung tướng và truy tặng Đệ nhị đẳng Bảo quốc Huân chương kèm Anh dũng Bội tinh với nhành Dương liễu.
Chiều ngày 8 tháng 5, tang lễ được cử hành trọng thể theo lễ nghi Quân cách và an táng tại Nghĩa trang Đô thành Mạc Đĩnh Chi, Sài Gòn.
- Ngay sau đó, Bộ Tổng tham mưu đã cử Thiếu tướng Ngô Du Tư lệnh phó Lãnh thổ Quân đoàn III giữ chức vụ Tư lệnh Quân đoàn IV.

## Huy chương
- Bảo quốc Huân chương Đệ nhị đẳng
- Anh dũng Bội tinh với nhành Dương liễu.

## Gia đình
- Thân phụ: Cụ Nguyễn Văn Chi (Công chức)
- Thân mẫu: Cụ Nguyễn Thị Hành
- Chị: Nguyễn Thị Quế
- Các em: Ông Nguyễn Viết Cần[13], Nguyễn Tấn Tài, Nguyễn Thị Đỏ, Nguyễn Hữu Phúc, Nguyễn Trường Thọ.
- Phu nhân: Bà Nguyễn Thị Bạch Tuyết

Ông bà có 7 người con (4 trai, 3 gái)
Nguyễn Thanh Tùng, Nguyễn Thanh Lộc, Nguyễn Thúy Hồng, Nguyễn Thúy Liễu, Nguyễn Thanh Vũ, Nguyễn Thanh Dũng, Nguyễn Thùy Hương.